# どりあんず
どりあんずは、日本のお笑いコンビ。吉本興業所属。
吉本興業福岡事務所（福岡吉本）でデビューし、その後東京本社（東京吉本）へ移籍した。

## メンバー
平井 俊輔（ひらい しゅんすけ、1979年3月11日（46歳） - ）
ボケ・ネタ作り担当。
福岡県福岡市出身、福岡舞鶴高等学校卒業。身長181 cm、体重100 kg。血液型はB型。
中学の同級生に浜崎あゆみがいる。
公式ブログ どりあんず平井の『JUST100キロ』で「心機一転」と題された日記にアップされた写真が心霊写真ではないかと話題になった。
その巨体を活かし、「豊満乃風」のメンバーとしても活動している。
2019年12月3日、結婚を発表。
自身が出演するごぶごぶラジオで改名案を募集し、その中から選ばれた「平井ペラいち」として挨拶をしている。

堤 太輝（つつみ たいき、1978年10月1日（46歳） - ）
ツッコミ担当。
福岡県福岡市出身。福岡舞鶴高等学校卒業。身長174 cm、体重68 kg。血液型はA型。
実父は元競輪選手の堤昌彦（32期）。
中学の同級生に椎名林檎がいて、ライブで共演したこともある。高校時代にラグビーを始める。
かつてSMクラブでバイトしていた経験があり（男性がSMクラブでは働けないため、実際働いていたのはSMバー）、亀甲縛りができる。
2009年1月11日、よしもとオンラインにて結婚を発表した。
人の耳たぶを触るのが好き。
ラジオ番組で「自分は婿養子であり、本当は松本である」と発言した。

## 来歴
高校の同級生だった2人は3年時に「ドリアンズ」を結成し、文化祭の舞台に立っている。
高校卒業後の1997年には、吉本興業主催の東京ドームでのイベントに参加。その後、吉本興業福岡事務所の9期生となる。福岡吉本の1期には博多華丸・大吉とカンニング竹山、3つ上の先輩（6期）に佐藤哲夫（パンクブーブー）、1つ上の先輩（8期）に黒瀬純（パンクブーブー）とバッドボーイズがいる。
1996年、「福岡吉本ザ・オーディション」優勝。
2002年12月末、強運になるとの思いから平仮名の「どりあんず」に改名。
2004年、東京本社に移籍。

## エピソード
- 1998年、吉本興業福岡事務所にオーディションで入社。
- 浜田雅功（ダウンタウン）から非常に可愛がられており、「浜田家の扶養家族」と称されるほど[5]。浜田単独の番組での前説なども多く一時は「年間250本ほど前説を担当していた」ほどだが、本人曰く「給料明細を見たら『あれ?』って感じなんですよね。これは考えなきゃと思って」として、2018年現在は『ダウンタウンDX』『水曜日のダウンタウン』『プレバト!!』に数を絞っている[6]。
- 2021年放送の『ダウンタウンのガキの使いやあらへんで!』にてくっきー!（野性爆弾）が講師を務めた海女さん教室内では、浜田がどりあんずの好きなところを叫ぶ場面があり浜田は「いつでも呼べるから」と答えた。
- 2018年3月29日放送の『浜ちゃんが!』新レギュラーオーディションにてザ・パンチ、ラフ・コントロール、プラス・マイナス、天竺鼠の内から勝ち抜き新レギュラーになることが決定した。その際のプレゼンでは堤の妻から、堤がアルバイトしながら生活をやり繰りしている苦労話、子供たちのため楽屋の弁当を大量に持ち帰っていること、浜田の誕生日会へ参加した時にはTボーンステーキを持ち帰ったエピソードなどが語られた。そのエピソードを聞いたMCの浜田は号泣した[7]。
- コンビ共通で仲の良い先輩としてよしもとクリエイティブ・エージェンシー福岡時代からの縁である華丸・大吉、黒瀬純（パンクブーブー）、バッドボーイズなど。また井本貴史（ライセンス）とも仲が良く、井本の仕事について行くこともある。
- 堤の父親が競輪選手だったこともあり、2019年頃から「競輪大好き芸人」としての活動を本格化させた。同年には独自のYouTubeチャンネルとして「どりあんず競輪『カマセ!競RIIIN!!』」を開設し、YouTuberとしても活動を行っている。
- また、その影響からか2023年4月からは出演する曜日は異なっているが、コンビで共にBSよしもとの「競輪LIVE!チャリロトよしもと」に指南役として出演している。
- 平井が結婚する際、婚姻届の証人をお世話になっている浜田、井本に加え相方の堤にも依頼している。

## 出演番組

### テレビ
- Hi-Ho!（テレビ西日本）
- 爆笑オンエアバトル（NHK総合）戦績0勝1敗 最高397KB
- キャナガワ（テレビ神奈川）
- お笑いエピソードGP THE芸人大図鑑（朝日放送）堤のみ
- ゼベック・オンライン（TOKYO MX、2004年11月15日）
- 博士と助手〜細かすぎて伝わらないモノマネ選手権〜（フジテレビ、2009年3月26日）
- タイノッチ（TBSテレビ、2009年6月30日・7月7日）
- 人志松本の○○な話（フジテレビ、2009年9月8日）堤のみ
- 教訓のススメ～特別編　新たな教訓を生み出す会～（フジテレビ、2014年6月21日）
- HEY! HEY! HEY! MUSIC CHAMP 2015 直前スペシャル（2015年4月4日)
- サガラとキヨトの乃木坂ぷぷぷ（テレビ埼玉 - 2015年11月8日）
- BS日テレ「パンサーの競輪はじめました。」
- TBSドラマ「99.9‐刑事専門弁護士」堤のみ　警察官役
- フジテレビ「HEY!HEY!NEO」ナレーション　平井のみ
- ごぶごぶ（毎日放送）
- ケンゴロー（毎日放送）　準レギュラー
- 浜ちゃんが!（読売テレビ）2018年4月からレギュラー出演したが2018年9月にミッション失敗したためレギュラー降格。2019年3月からレギュラー復活。現在マジック10連勝中
- 競輪LIVE!チャリロトよしもと（BSよしもと）2022年9月に一度出演した後、2023年4月から指南役としてレギュラー出演中

### 前説
- ダウンタウンDX（読売テレビ）
- 水曜日のダウンタウン（TBS）
- プレバト!!（毎日放送）
- 東西ドリームマッチ（TBS）
- 教訓のススメ（フジテレビ）
- HEY!HEY!NEO（フジテレビ）
- そんなコト考えた事なかったクイズ!トリニクって何の肉!?（朝日放送）

### ラジオ
- HYPER SUNDAY- CROSS FM
- ごぶごぶラジオ（MBSラジオ、2023年4月8日 - ）

### ネット配信
- 生生生生どりあんずDX（大宮競輪公式YouTubeチャンネル）- レギュラーMC
- 生生生生どりあんず（大宮競輪公式YouTubeチャンネル）- レギュラーMC
- WinTicket ミッドナイト競輪（AbemaTV 競輪チャンネル）- 準レギュラー
- ぶっちゃけいりん（AbemaTV 競輪チャンネル、2020年4月28日 - ）- MC

## CD
- 豊満伝説（YOSHIMOTO R and C CO.,LTD.、2012年1月26日ﾘﾘｰｽ）平井のみ
- 豊満伝説～第2章～（YOSHIMOTO R and C CO.,LTD.、2013年10月23日ﾘﾘｰｽ）平井のみ

## 賞レース
- 2003年 M-1グランプリ 準決勝進出
- 2024年 THE SECOND 〜漫才トーナメント〜 予選会敗退

## 動画配信
- ニコ生
- ブラマヨ吉田のガケっぱち!! 平井のみ
- YNN 浜ちゃんと後輩と行く
- よしログ
- 東方神起ゴールドミッション（ファンクラブ限定動画）
- 北海道の旅
- 宮古島の旅
- 沖縄の旅

## イベント
- カマセ!! 会場：新宿LEFKADA
- PARTY HALL 会場：新宿LEFKADA
- 僕らのスペシャリスト 会場：∞ドームⅠ